# El Valle (Vulkan)
El Valle ist ein 1185 m hoher Stratovulkan in der Provinz Coclé in Zentralpanama, circa 80 Kilometer südwestlich von Panama-Stadt. Am nördlichen Rand der 6 km weiten Caldera bildet der Lavadom Cerro Gaital den höchsten Punkt des Vulkans.